# Afrika

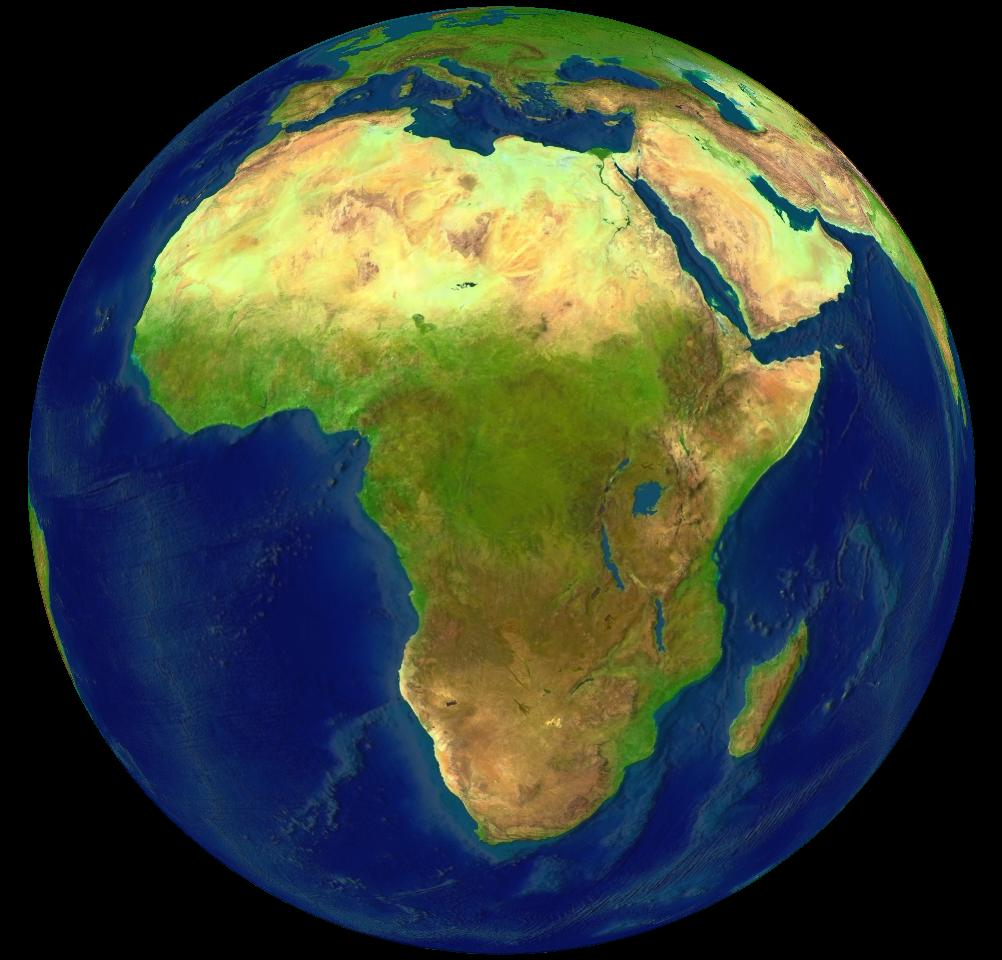
Afrika geografisch

Afrika is qua oppervlakte na Eurazië het grootste continent op Aarde. Wanneer men echter Noord- en Zuid-Amerika als één continent ziet, staat Afrika op de derde plaats. Het beslaat zo'n 30.244.050 vierkante kilometer (vasteland en eilanden samen), wat 20,3% van de totale landoppervlakte van de aarde is. Er wonen meer dan 1 miljard mensen, wat ongeveer een zevende van de wereldbevolking is.
Afrika was niet alleen het continent waar de eerste moderne mensen woonden, het was ook de bakermat van enkele van de vroegste beschavingen, zoals het Oude Egypte en het oude Nubische koninkrijk in hedendaags Soedan en het zuiden van Egypte, Carthago in het huidige Tunesië of de Yoruba beschaving in het zuidwesten van Nigeria, Benin en Togo. Afrika herbergt een grote diversiteit aan etniciteiten, culturen en talen. Vanaf de 16e eeuw werd er meer handel gedreven met Europa, hierbij ging het om bijvoorbeeld goud, specerijen en de trans-Atlantische slavenhandel, waardoor grote populaties van oorspronkelijk Afrikaanse afkomst in Amerika en uiteindelijk Europa ontstonden. Aan het einde van de 19e eeuw koloniseerden Europese landen bijna heel Afrika, met uitzondering van Ethiopië en Liberia. Deze kolonisatie uitte zich in de exploitatie van grondstoffen en de inheemse bewoners. De meeste huidige staten in Afrika zijn voortgekomen uit een proces van dekolonisatie in de 20e eeuw. Sinds de 20e eeuw zijn vele landen op weg om onafhankelijk meer rijkdom te creëren voor hun inwoners, hoewel het grootste deel tot de ontwikkelingslanden behoort. De snelstgroeiende economieën van het laatste decennium bevinden zich echter allemaal in Afrika.

## Naam
De naam Africa was in de Oudheid eerst voorbehouden aan het gebied van het huidige Tunesië. De Romeinse provincie Africa besloeg de Tunesische en Libische kustgebieden. De Romeinse benaming werd in de middeleeuwen door de Arabieren overgenomen als Ifriqiya. Later werd onder Arabische invloed de hele noordelijke kuststrook door Europeanen Africa genoemd en in de tijd van de ontdekkingsreizen werd het hele continent hiermee aangeduid.
De waarschijnlijkste theorieën wijzen op een Berberse of Fenicische herkomst van de naam. In de oudheid bewoonden verschillende Noord-Afrikaanse stammen grotten, het zogenaamde 'Afer'-volk. Volgens de meeste historici heeft deze bevolkingsgroep haar naam gegeven aan het werelddeel. De meest geaccepteerde theorie is dat de naam van het Berberse ifri (meervoud: ifran, "grotten") komt en gelatiniseerd is naar afri. De term is in verschillende Berberse plaats- en stamnamen terug te vinden. Een andere mogelijkheid is dat de naam komt van het Fenicische afar, wat stof betekent.

## Geschiedenis

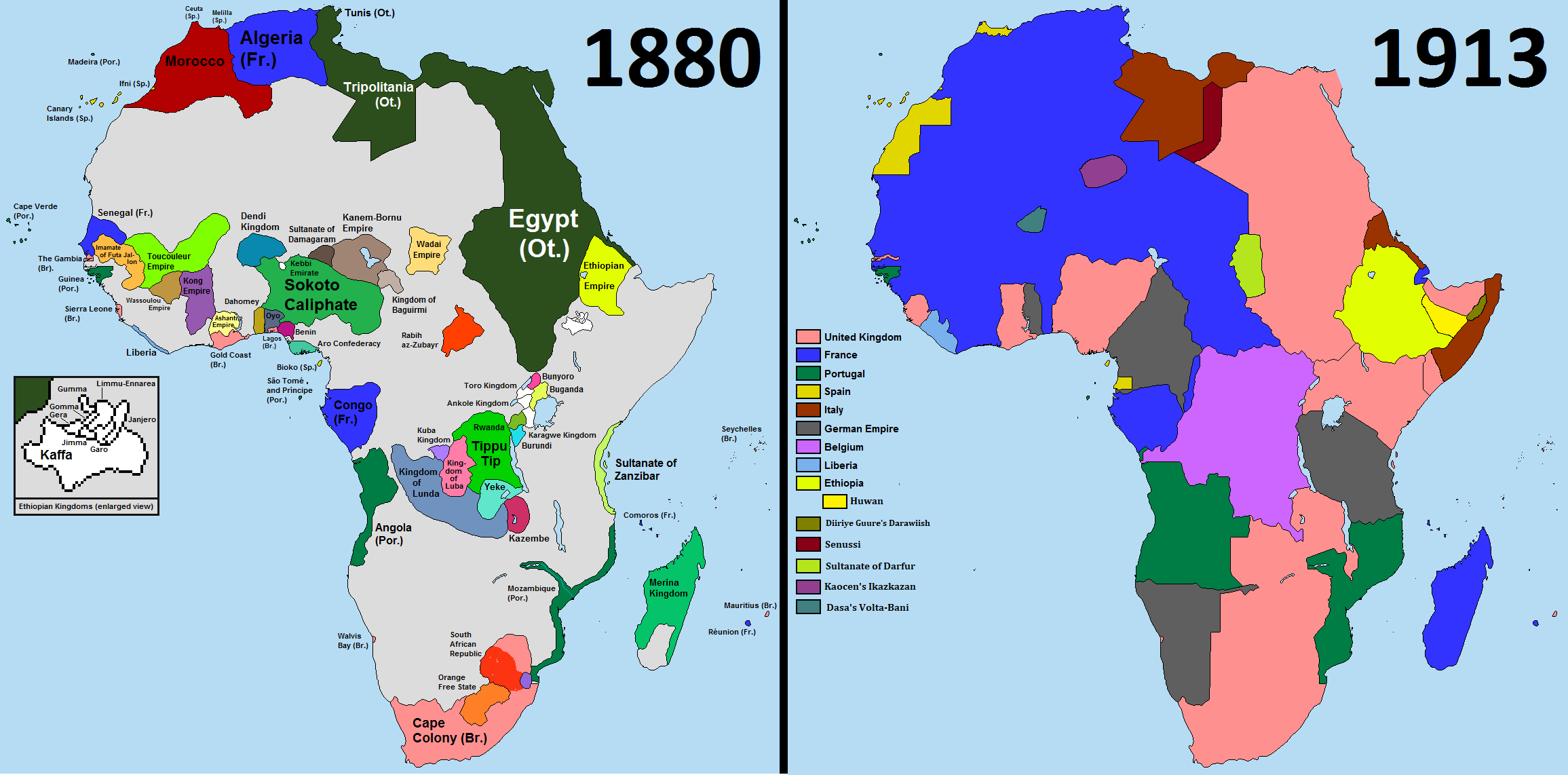
De verdeling van Afrika in 1880 en 1913

## Geografie

### Ligging
Afrika wordt in dit artikel gedefinieerd als:
- het Afrikaanse vasteland;
- de eilanden op het Afrikaans continentaal plat;
- eilanden die niet op de Afrikaanse continentale plaat liggen maar gewoonlijk beschouwd worden als behorend tot Afrika (aangeduid met (1));
- de Landengte van Suez en het Suezkanaal wordt gezien als de Afrikaans-Aziatische grens. Maar net als de Bosporus in Turkije heeft deze grens voor Egypte geen enkele betekenis.

### Algemeen
De geografie van het continent Afrika is afwisselend. Onder de rijke en vruchtbare noordkust ligt de droge Sahara-woestijn. Ten zuiden van de Sahara liggen vele regenwouden. Het zuiden en het oosten van het continent bestaan voor een groot deel uit savannen: droge grasvlakten met hier en daar bomen en struikgewas. De rest van Afrika bestaat voornamelijk uit grasland. Aan de westkust ligt de Atlantische Oceaan en aan de oostkust de Indische Oceaan. In het noordwesten wordt Afrika door slechts enkele kilometers zee gescheiden van Europa en in het uiterste noordoosten door het water van het sluisloze Suezkanaal van Azië.

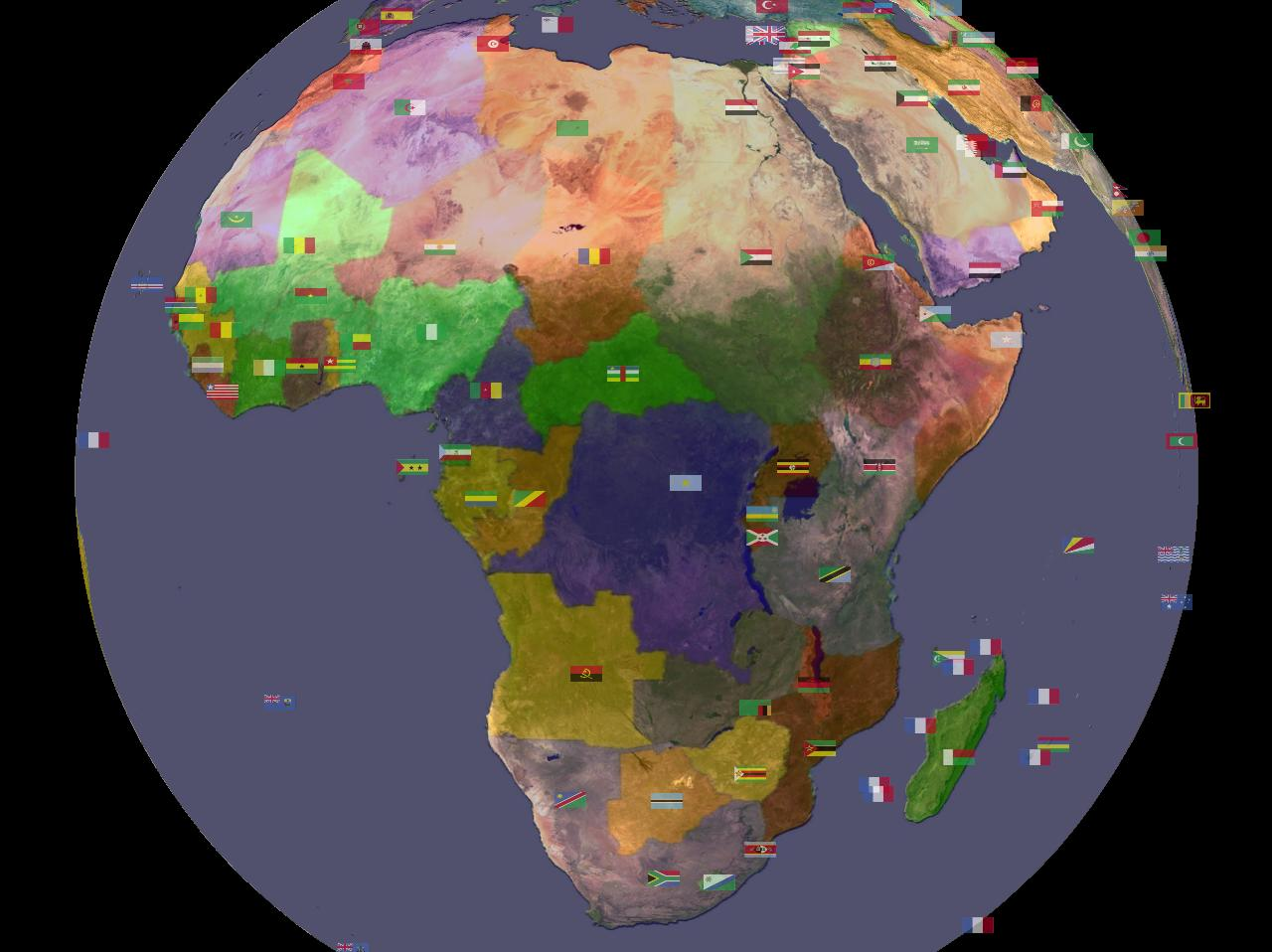
Politieke onderverdeling van Afrika

Het vasteland van Afrika is onder te verdelen in:
- West-Afrika
- Oost-Afrika
- Centraal-Afrika
- Zuidelijk Afrika
- Noord-Afrika

### Sahara
De Sahara is de grootste woestijn ter wereld en bestrijkt bijna een derde deel van het Afrikaanse continent. De woestijn heeft zich gaandeweg uitgebreid als gevolg van droogte. Hier en daar houdt bevloeiing de woestijnvorming tegen, maar op den duur maakt die bevloeiing de bodem zout en onvruchtbaar.

### Reliëf
Er zijn drie reliëftypes:
- De vlaktes, in twee soorten:

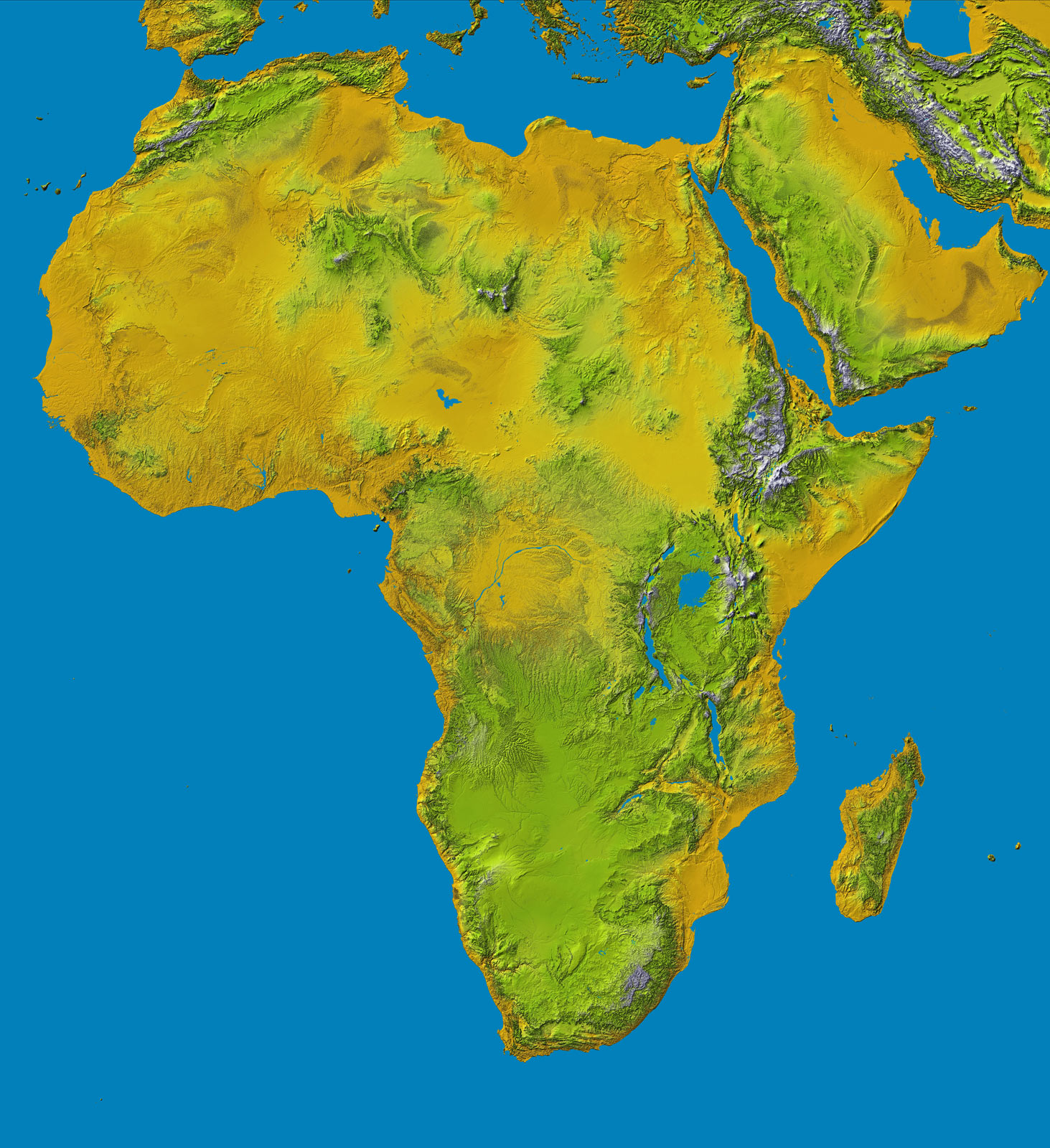
Reliëfkaart van Afrika

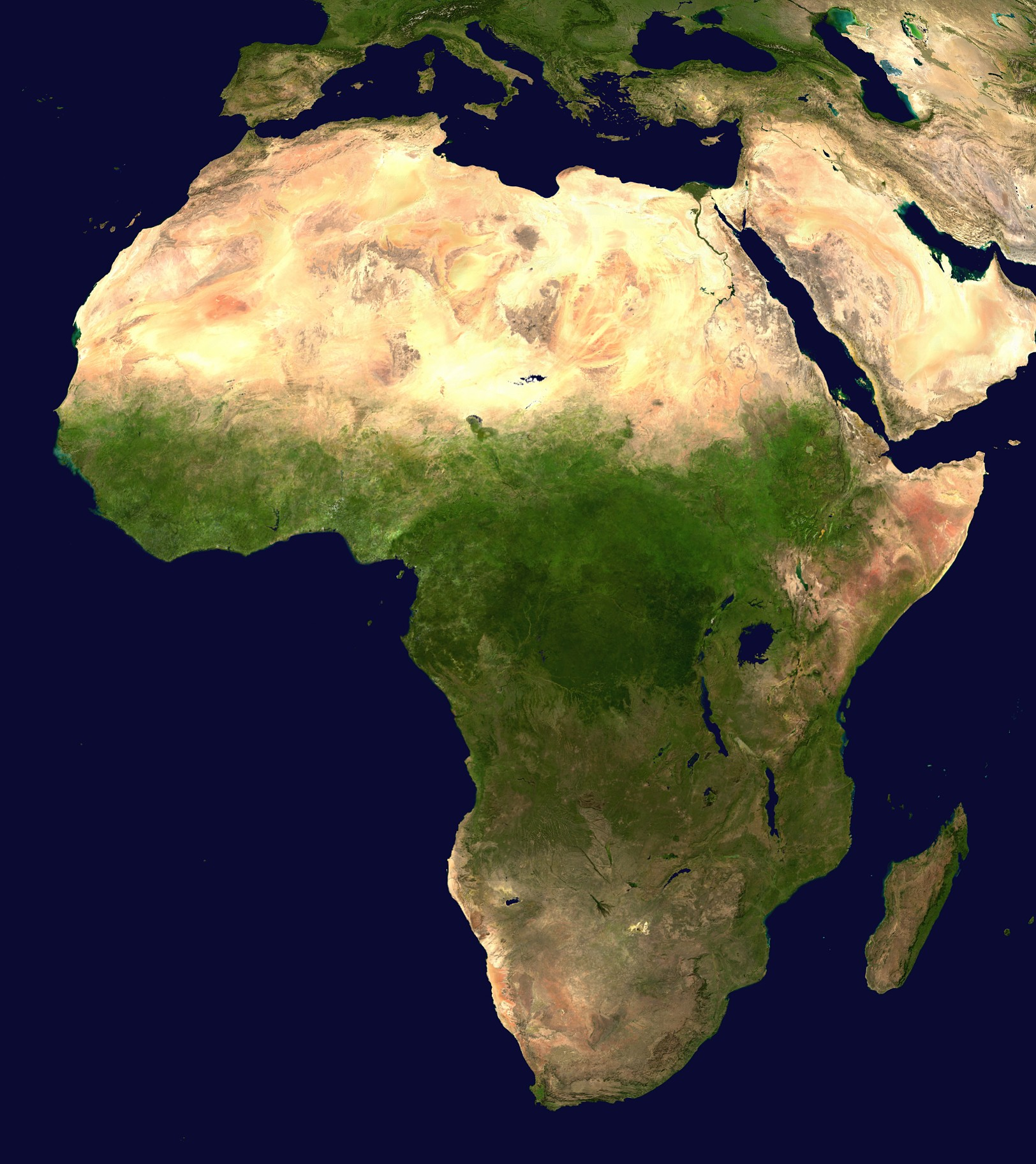
Satellietfoto van Afrika

  - kustvlaktes, aan de kustlijn van het continent.
  - vlaktes in het binnenland:
    - Centrale vlakte
    - Vlakte van de Niger
    - Vlakte van de Zambezi
    - Vlakte van de Hoog-Nijl
    - Vlakte van Tsjaad
    - Vlakte van de Kalahari
- De plateaus, monotome reliëfs die verspreid over het continent liggen, in twee soorten:
  - Laag-plateau
  - Hoog-plateau
- De gebergten, er zijn twee types:
  - Jonge gebergten zoals de Kilimanjaro in Tanzania
  - Oude gebergten of massieven zoals:
    - Ahoggar Massief in het zuidoosten van Algerije
    - Bergland van Tibesti in het noordwesten van Tsjaad
    - Darfoer in het westen van Soedan
    - Ethiopisch Hoogland

### Geografische extremen
De uiterste geografische coördinaten van het Afrikaanse vasteland zijn:
- Het noordelijkste punt is Kaap Angela in Tunesië op 37° 21' NB en 9° 45' OL.
- Het zuidelijkste punt is Kaap Agulhas in Zuid-Afrika op 34° 50' ZB en 20° 00' OL.
- Het oostelijkste punt ligt op het schiereiland Hafun in Somalië op 10°26' NB en 51° 25' OL.
- Het westelijkste punt ligt op het Kaapverdisch schiereiland in Senegal op 14°44' NB 17°31' WL.

## Landen

Staatkundige kaart van Afrika

Jaren van het onafhankelijk worden van Afrikaanse landen

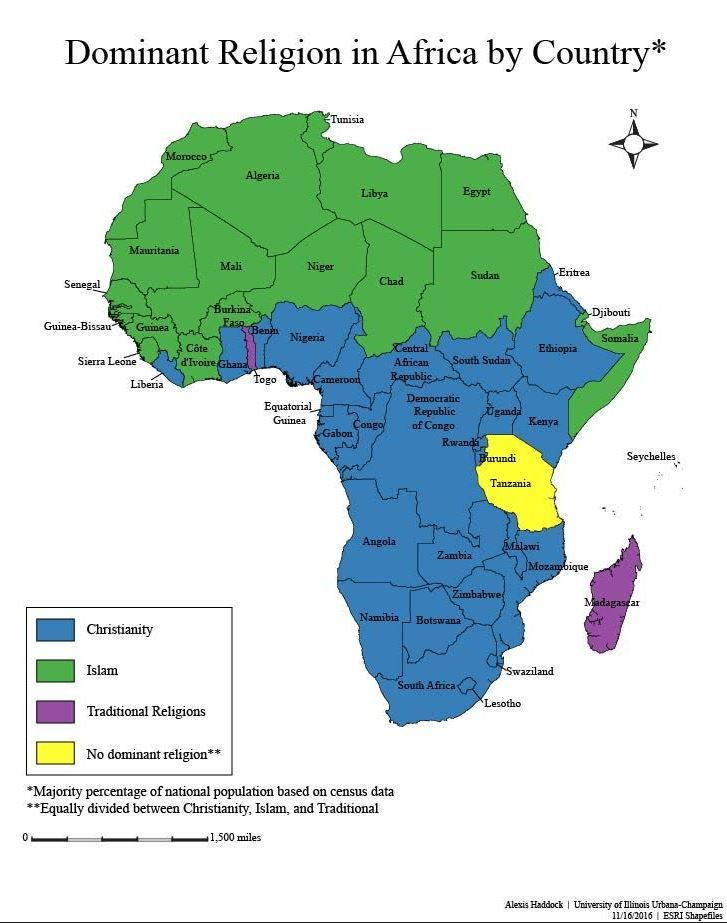
Dominante religies in Afrika.

Afrika bestaat uit 54 onafhankelijke staten en een aantal niet-onafhankelijke gebieden.

### Onafhankelijke landen
- Algerije
- Angola
- Benin
- Botswana
- Burkina Faso
- Burundi
- Centraal-Afrikaanse Republiek
- Comoren1
- Congo-Brazzaville
- Congo-Kinshasa
- Djibouti
- Egypte (deels ook in Azië ten oosten van de Landengte van Suez)
- Equatoriaal-Guinea
- Eritrea
- Ethiopië
- Gabon
- Gambia
- Ghana
- Guinee
- Guinee-Bissau
- Ivoorkust
- Kaapverdië1
- Kameroen
- Kenia
- Lesotho
- Liberia
- Libië
- Madagaskar1
- Malawi
- Mali
- Marokko
- Mauritanië
- Mauritius1
- Mozambique
- Namibië
- Niger
- Nigeria
- Oeganda
- Rwanda
- Sao Tomé en Principe1
- Senegal
- Seychellen1
- Sierra Leone
- Soedan
- Somalië
- Swaziland
- Tanzania
- Togo
- Tsjaad
- Tunesië
- Zambia
- Zimbabwe
- Zuid-Afrika
- Zuid-Soedan

### Niet-onafhankelijke gebieden
- Bassas da India1
- Canarische Eilanden 1
- Europa1
- Glorieuzen1
- Juan de Nova1
- Madeira 1
- Mayotte1
- Plazas de soberanía
- Réunion1
- Tromelin1
- Sint-Helena, Ascension en Tristan da Cunha1

### Gebieden met betwiste status / bezette gebieden
- Somaliland
- Westelijke Sahara/SADR

1 Hoewel deze eilanden niet op de Afrikaanse continentale plaat liggen, worden zij gewoonlijk toch beschouwd als behorend tot Afrika.

## Klimaat
- warm altijd nat klimaat
- warm klimaat met nat seizoen
- warm altijd droog klimaat
- gematigd altijd droog klimaat

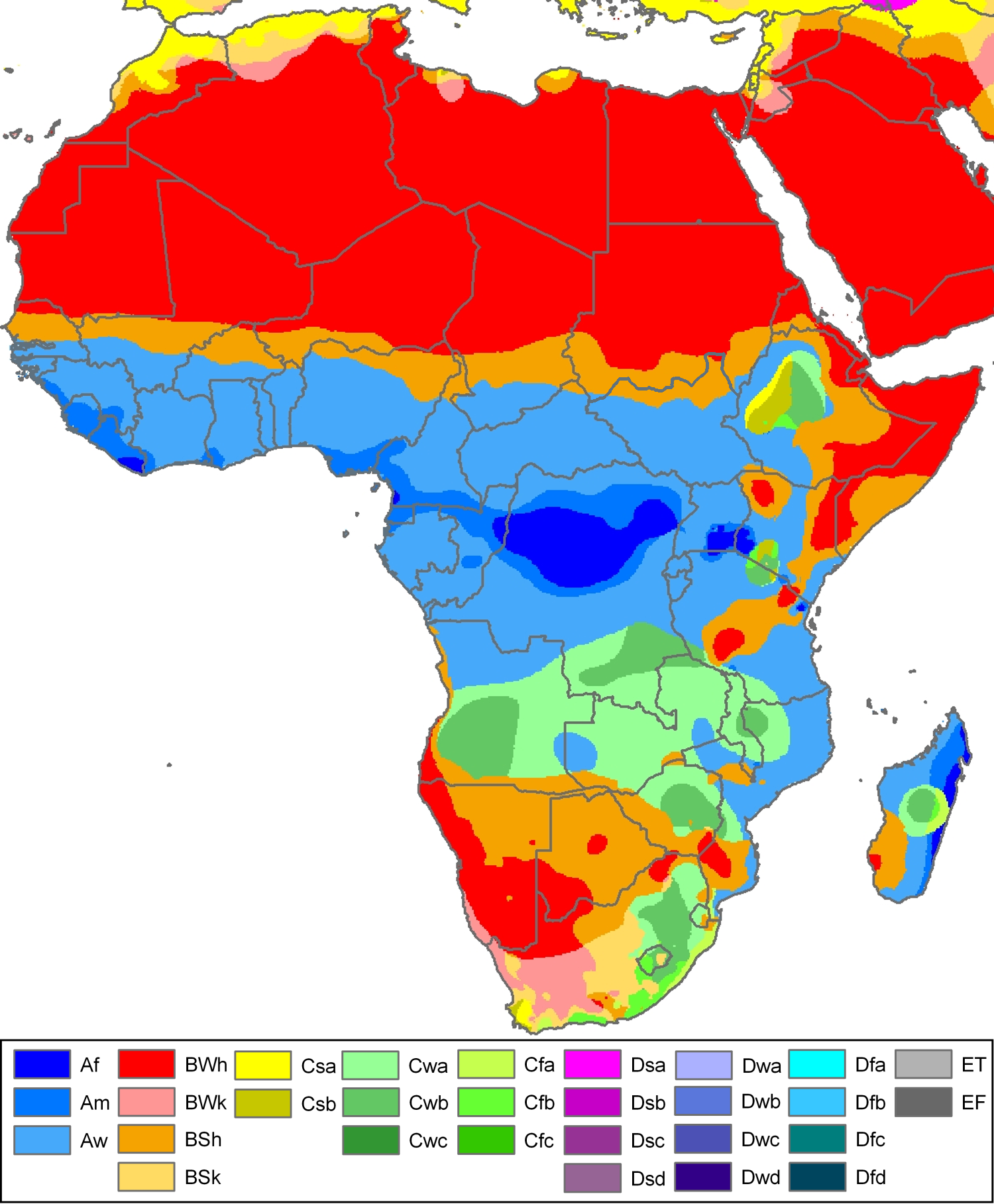
Recente kaart van de klimaatclassificatie van Köppen-Geiger.

- warmgematigd klimaat met natte zomer
- warmgematigd klimaat met natte winter
- warmgematigd altijd nat klimaat.

Het hele jaar door heerst er een hoge (of ten minste een vrij hoge) temperatuur. Er valt 50 tot 150 centimeter neerslag per jaar. (Wat in gematigde streken voldoende zou zijn voor een gesloten bos, maar niet in tropische en subtropische gebieden met hun veel hogere verdamping). Er is afwisselend een nat en droog seizoen.

## Vegetatie
- tropisch regenwoud
- tropisch en subtropische savanne
- open savanne
- woestijnen en halfwoestijnen van de (sub)tropen
- hardbladige vegetatie
- subtropisch regenwoud

## Bevolking
De 54 zelfstandige staten van Afrika omvatten een veelvoud aan volkeren en culturen. Noord-Afrika is gericht op de Arabische cultuur van het Midden-Oosten, terwijl de overige delen van Afrika een geheel andere cultuur hebben.

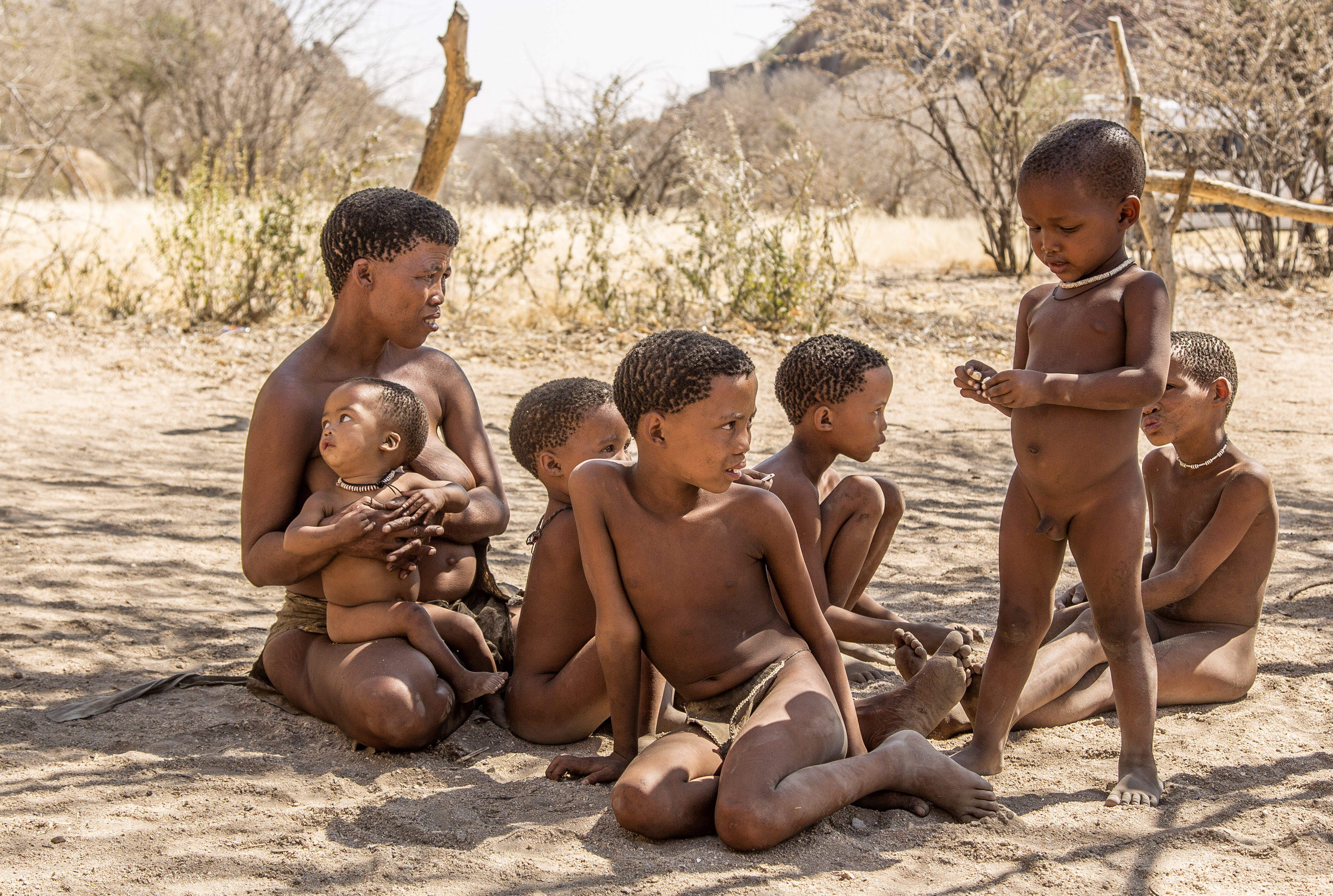
Bosjesmannen in Botswana

### Platteland

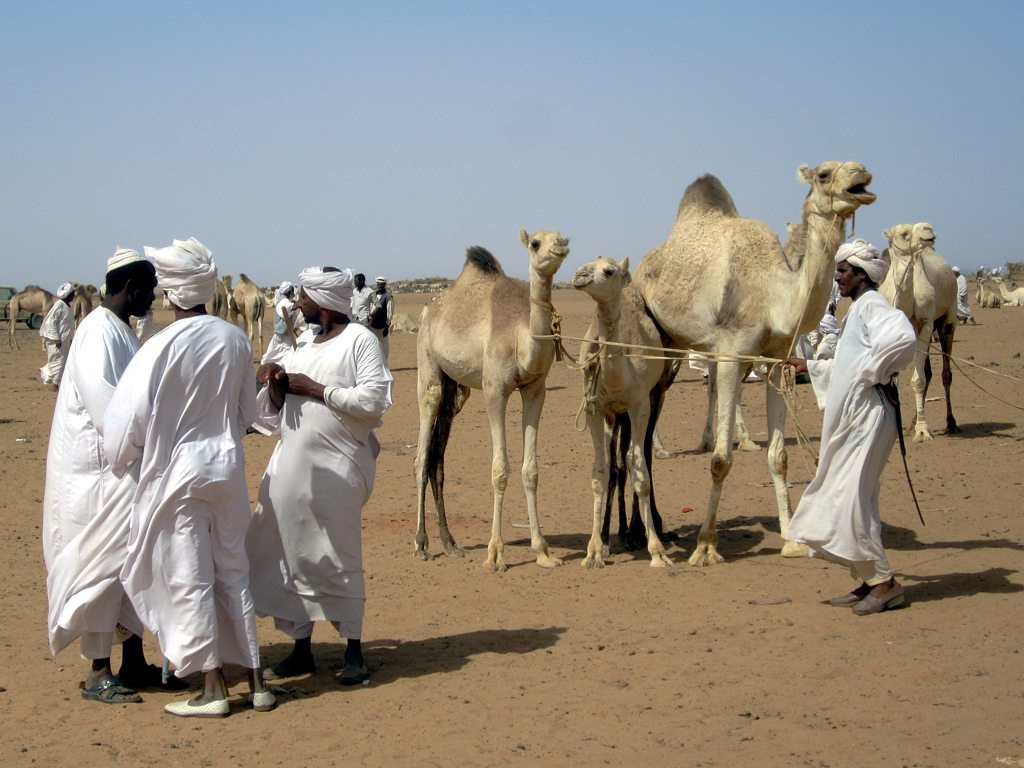
Kamelenmarkt in Soedan

De meeste Afrikanen wonen op het platteland. Meestal verbouwen ze hun eigen voedsel. Zelden komt het voor dat zij genoeg hebben om ook iets te verkopen of te ruilen. Vele families bebouwen al generaties lang dezelfde akkers en wonen met hun hele familie in hetzelfde dorp. Soms trekt de jeugd naar de stad om voor een paar jaar geld te verdienen, bijvoorbeeld in de mijnbouw of in een fabriek. Ze komen dan met spaargeld terug en stichten een gezin.
Er worden veel verschillende gewassen verbouwd, afhankelijk van de locatie. In de vruchtbare tropische gebieden en regenwouden verbouwt men bijvoorbeeld yams, cassave en bananen, terwijl de boeren in drogere streken vee fokken en graan verbouwen.

### Stammen
De dorpen op het platteland worden door verschillende stammen bevolkt. Sommige volksstammen, zoals de Kikuyu's in Oost-Afrika, wonen al generaties lang in hetzelfde dorp. Andere volken, zoals de Arabieren, zijn nog niet zo lang geleden vanuit andere delen van Afrika of zelfs andere continenten naar hun huidige woongebied gekomen. Weer andere volkeren trekken als nomaden voortdurend naar nieuwe oorden.
De verschillende culturen houden niet op bij de landsgrenzen. Mensen met dezelfde cultuur wonen soms in delen van een aantal aangrenzende landen. Andersom wonen in één land vaak verschillende stammen.

### Steden
De grootste steden in Afrika zijn Caïro in Egypte (24,4 miljoen inwoners, 2018), Lagos in Nigeria (22,8 miljoen inwoners, 2014) en Kinshasa in de Democratische Republiek Congo (12,6 miljoen inwoners, 2016).

## Energievoorziening[5]
Afrika produceerde 1100 miljoen ton olie-equivalent (Mtoe) in 2016. (1 Mtoe = 11,63 TWh, miljard kilowattuur.) De energiebronnen waren kolen 14%, ruwe olie 34%, aardgas 15%, waterkracht 1%, biomassa en afval 35%. Dat was genoeg voor de energievoorziening, het TPES (total primary energy supply): 818 Mtoe. Het land exporteerde 280 Mtoe fossiele brandstof meer dan het importeerde.
Van de energie ging ongeveer 220 Mtoe verloren bij energieconversie. Voor energie eindgebruikers resteerde 570 Mtoe waarvan 55 Mtoe = 640 TWh elektriciteit.
De uitstoot van kooldioxide was 1160 megaton, dat is 1 ton per persoon, veel minder dan het wereldgemiddelde van 4,4 ton per persoon.

## Oorlogen, armoede en hongersnoden

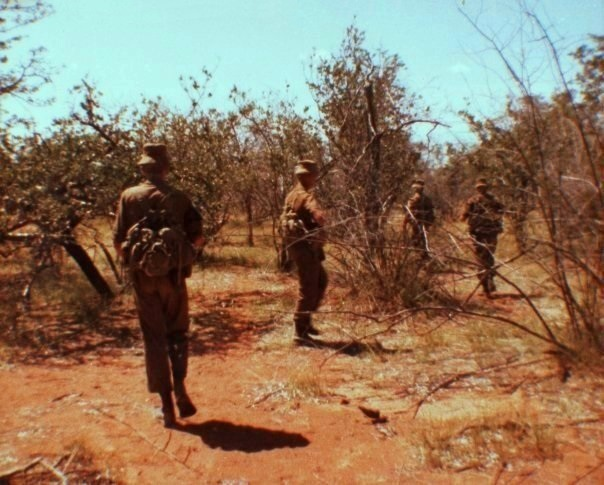
Zuid-Afrikaanse soldaten in Angola in de 1980s.

In Afrika komen veel burgeroorlogen voor. Deze worden dikwijls veroorzaakt door politieke onrust, twisten en corrupte regeringen. In Tsjaad woedde jarenlang een burgeroorlog tussen het woestijnvolk de Toeareg, gesteund door Libië, en de boeren uit vruchtbaarder streken. Gevechten tussen de Noord-Ndebele- en Shonastammen in Zimbabwe hebben aan velen duizenden mensen het leven gekost. De burgeroorlog in Rwanda tussen Hutu's en Tutsi's is een voorbeeld van een recente burgeroorlog waarin meer dan 800.000 doden vielen te betreuren.
Ook hongersnood veroorzaakt veel ellende. Als de oogst tegenvalt, verhongeren er binnen een paar maanden duizenden of zelfs miljoenen mensen. Tegenvallende oogsten kunnen het gevolg zijn van waterschaarste, verwoestijning en klimaatveranderingen.
Veel industrielanden hebben belangen in de ontginning van grondstoffen in Afrika, variërend van koper, goud, diamanten en aardolie tot koffie. De exploitatie van deze grondstoffen, alsook het bezit van watervoorraden in gebieden met waterschaarste, is oorzaak van conflicten.

## Officiële talen
Onder andere de volgende talen worden erkend als officiële (lands)taal:
- Arabisch: Egypte, Somalië, Soedan, Marokko, Tunesië, Algerije, Libië, Mauritanië, Westelijke Sahara, Tsjaad, Comoren, Djibouti en Eritrea.
- Frans: Senegal, Guinee, Mali, Ivoorkust, Burkina Faso, Togo, Benin, Niger, Tsjaad, Centraal-Afrikaanse Republiek, Congo-Kinshasa, Congo-Brazzaville, Rwanda, Gabon, Madagaskar en Equatoriaal-Guinea.
- Engels: Nigeria, Gambia, Ghana, Sierra Leone, Liberia, Oeganda, Zambia, Tanzania, Malawi, Zimbabwe, Botswana, Kenia, Namibië, Zuid-Afrika en Zuid-Soedan.
- Somalisch: Somalië, Djibouti, Somaliland en delen van Ethiopië en Kenia
- Portugees: Angola, Guinee-Bissau, Kaapverdië, Sao Tomé en Principe, Mozambique en Equatoriaal-Guinea.
- Swahili: Tanzania, Kenia en delen van Oeganda.
- Afrikaans/oud Nederlands: Zuid-Afrika en Namibië.
- Tswana: Zuid-Afrika en Botswana
- Er zijn ook landen die nog andere talen als officiële taal of talen hebben.

## Musea & onderzoek
Europese musea en onderzoekscentra die zich gespecialiseerd hebben in Afrika, zijn bijvoorbeeld het Koninklijk Museum voor Midden-Afrika in Tervuren in België, en in Nederland het Afrika-Studiecentrum in Leiden en het voormalige Afrika Museum in Berg en Dal.
Algerije · Angola · Benin · Botswana · Burkina Faso · Burundi · Centraal-Afrikaanse Republiek · Comoren · Congo-Brazzaville · Congo-Kinshasa · Djibouti · Egypte · Equatoriaal-Guinea · Eritrea · Ethiopië · Gabon · Gambia · Ghana · Guinee · Guinee-Bissau · Ivoorkust · Kaapverdië · Kameroen · Kenia · Lesotho · Liberia · Libië · Madagaskar · Malawi · Mali · Marokko · Mauritanië · Mauritius · Mozambique · Namibië · Niger · Nigeria · Oeganda · Rwanda · Sao Tomé en Principe · Senegal · Seychellen · Sierra Leone · Soedan · Somalië · Swaziland · Tanzania · Togo · Tsjaad · Tunesië · Zambia · Zimbabwe · Zuid-Afrika · Zuid-Soedan